# فيك كافاناه
فيك كافاناه (بالإنجليزية: Vic Cavanagh)‏ هو لاعب اتحاد الرغبي نيوزيلندي، ولد في 1874، وتوفي في 1952.